# کلمبوس (آزمایشگاه فضایی)

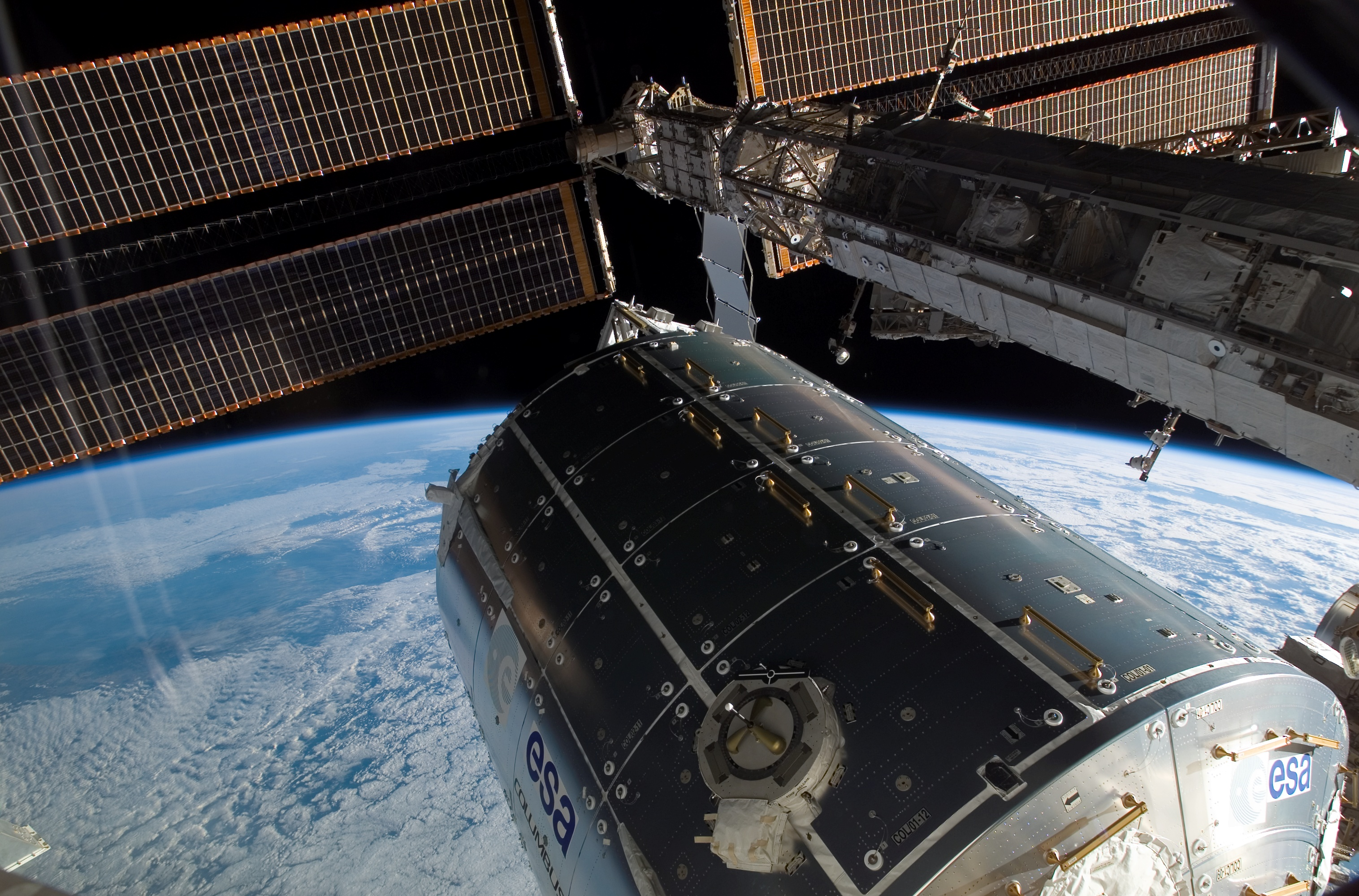
آزمایشگاه فضایی کلمبوس، بخشی از ایستگاه فضایی بین‌المللی

آزمایشگاه فضایی کلمبوس یک آزمایشگاه علمی و بخشی از ایستگاه فضایی بین‌المللی است که توسط سازمان فضایی اروپا ساخته شده‌است. کلمبوس عمده‌ترین همکاری این سازمان در پروژه ایستگاه فضایی بین‌المللی تاکنون محسوب می‌شود. این آزمایشگاه فضایی به شکل استوانه‌ای به قطر ۴ و نیم متر است و فضای داخلی آن با گنجایش ۷۵ متر مکعب از انعطاف زیادی برای نصب ابزارهای گوناگون پژوهشی برخوردار است.
علاوه بر محیط درون آزمایشگاه، از محوطه بیرونی کلمبوس نیز برای پژوهش‌های علمی استفاده می‌شود.

## پرتاب به فضا و الحاق به ایستگاه

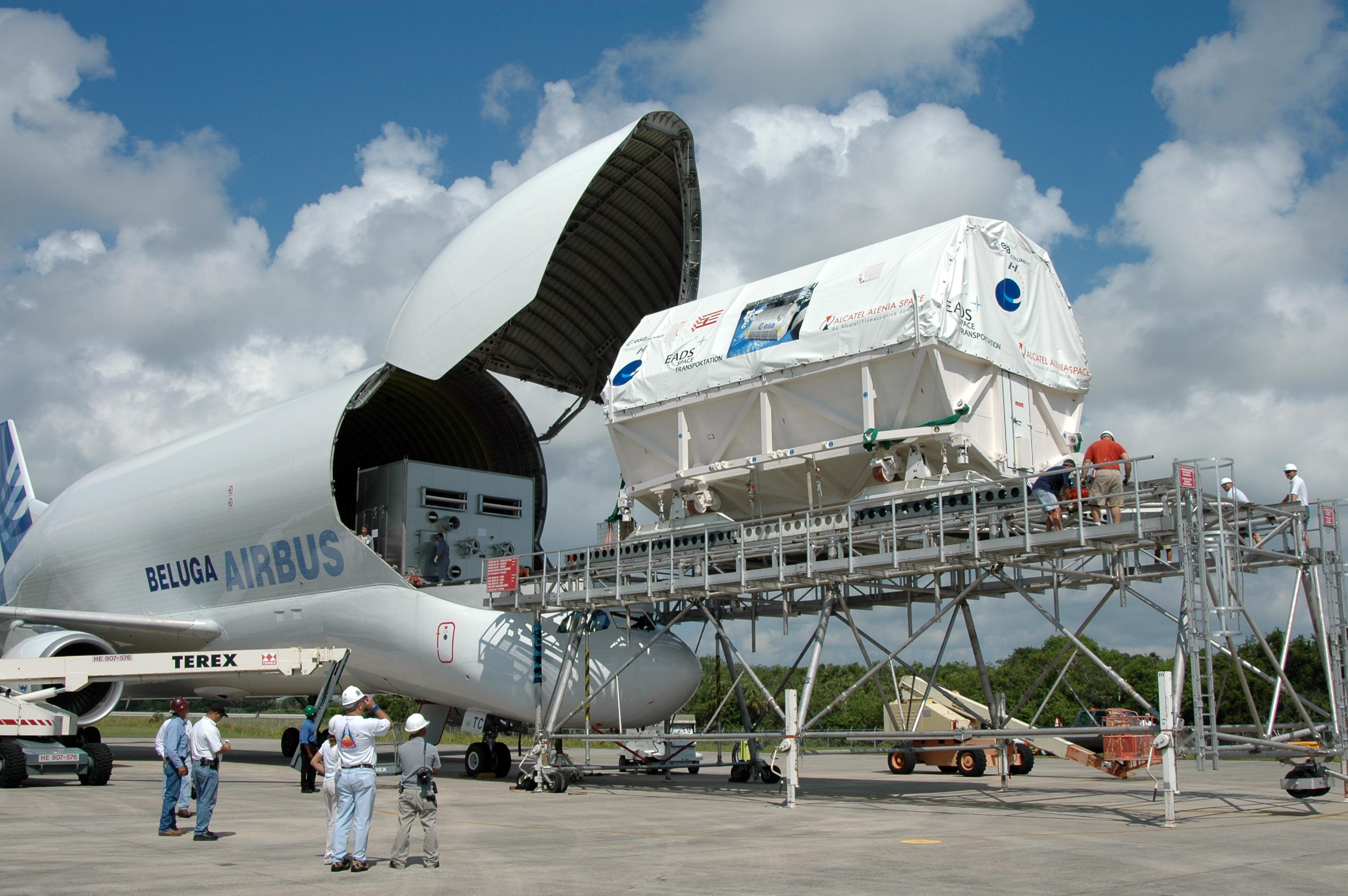
آزمایشگاه فضایی کلمبوس پس از ساخت، توسط هواپیمای ابَرترابری ایرباس موسوم به «نهنگ بلوگا» از اروپا به مرکز فضایی کندی در آمریکا منتقل شد.

آزمایشگاه فضایی کلمبوس در روز پنجشنبه ۱۸ بهمن ۱۳۸۶ برابر ۷ فوریه ۲۰۰۸ میلادی توسط شاتل آتلانتیس طی مأموریت STS-122 به مدار زمین منتقل شد. پس از دو روز، فضاپیمای آتلانتیس در ۲۰ بهمن (۹ فوریه) در ساعت ۱۸:۴۰ دقیقه به وقت گرینویچ به ایستگاه فضایی بین‌المللی متصل شد. در این مأموریت، هانس شلگل و لئوپولد ایهارتس - فضانوردان سازمان فضایی اروپا - شرکت دارند. از جمله وظایف آن‌ها انجام پیاده‌روی فضایی و شرکت در عملیات اتصال کلمبوس به ایستگاه فضایی بین‌المللی است.
در روز دوشنبه ۱۱ فوریه، لئوپولد ایهارتس بوسیله بازوی روباتیک اروپایی، کلمبوس را از محفظه بار آتلانتیس خارج کرد و در محل نصب در جوار ایستگاه بین‌المللی فضایی قرار داد. پس از آن رکس والهایم و استنلی لاو طی یک راهپیمایی فضایی، آزمایشگاه را به‌طور کامل نصب کردند.
یک روز بعد در ۱۲ فوریه، دریچه اصلی کلمبوس به ایستگاه فضایی باز شد، و لئوپولد ایهارتس به عنوان نخستین نفر وارد آزمایشگاه شد. از آنجاییکه احتمال داده می‌شد بخاطر تکان‌های شدید در زمان پرواز فضایی، فطعاتی از جای خود جدا و در فضا معلق شده باشند، وی محض احتیاط صورت و چشمان خود را با ماسک و عینک محافظت‌کننده پوشاند.
پرتاب کلمبوس ابتدا برای روز ۹ دسامبر ۲۰۰۷ پیش‌بینی شده بود اما بروز نقص فنی در شاتل آتلانتیس پرواز را تا فوریه ۲۰۰۸ به تأخیر انداخت. فضاپیمای آتلانتیس روز چهارشنبه ۲۰ فوریه به زمین بازگشت.

## اهداف عملیاتی کلمبوس

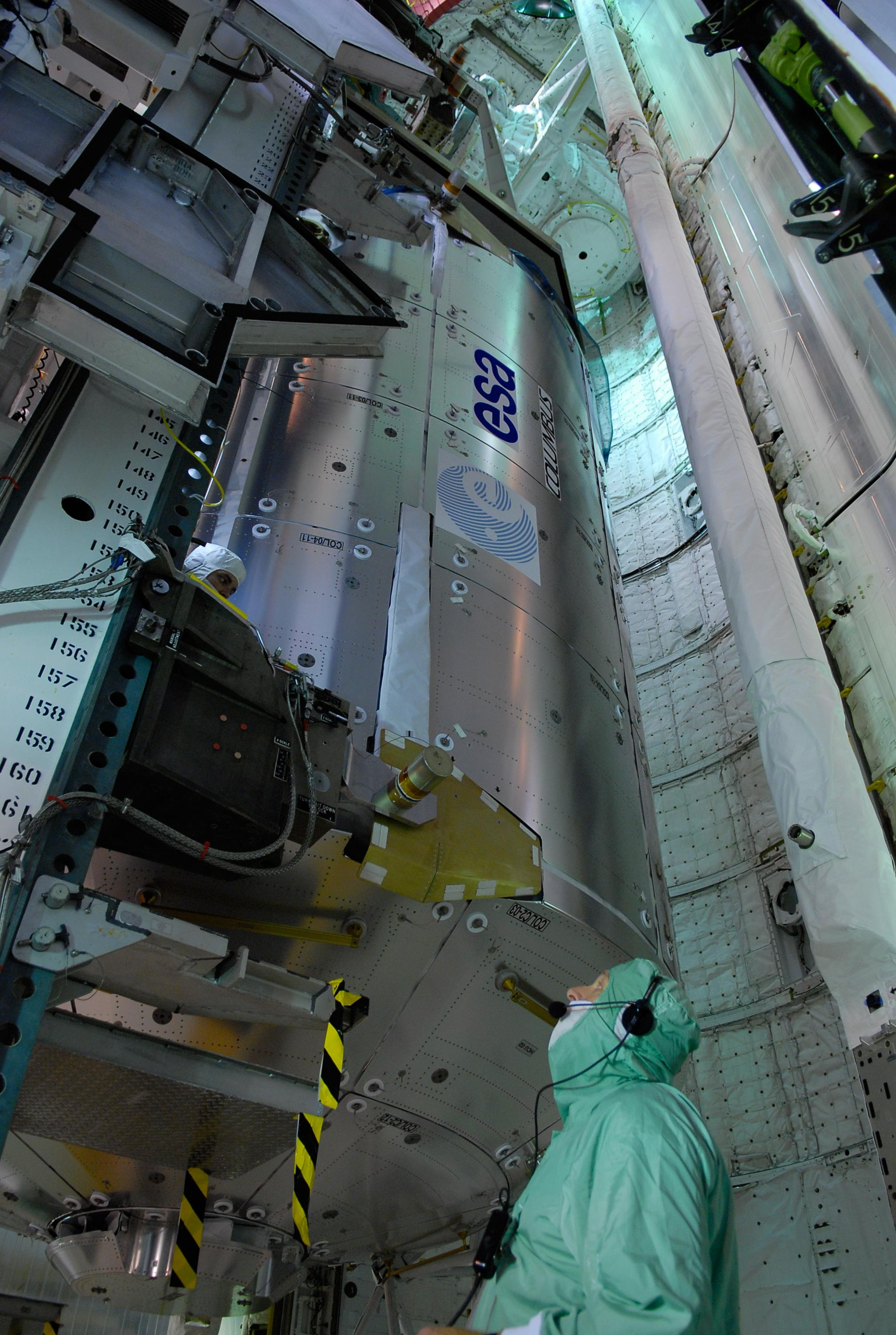
آزمایشگاه فضایی کلمبوس در حال انتقال به بخش بار در شاتل آتلانتیس

عمر عملیاتی این آزمایشگاه ۱۰ سال برآورد شده‌است. در طی این مدت، پژوهشگران روی زمین با همکاری سرنشینان ایستگاه فضایی بین‌المللی خواهند توانست هزاران آزمایش مختلف را در زمینه‌هایی مانند دانش زیست‌شناسی، دانش مواد، فیزیک مایعات در شرایط بی‌وزنی انجام دهند.
برای صرفه‌جویی در هزینه‌ها و افزایش اطمینان کار، طراحی سازه و سیستم‌های پشتیبانی حیات کلمبوس از MPLM (بخش پشتیبانی چندمنظوره) سازمان فضایی ایتالیا اقتباس شده‌است.

## قفسه‌های آزمایشگاهی
آزمایشگاه فضایی کلمبوس فضای کافی برای نصب ده قفسه تجهیزات با استاندارد بین‌المللی (ISPR) است. هشت قفسه در دیواره‌ها و دوتای آن‌ها در سقف آزمایشگاه قرار دارد. از این مجموعه، پنج قفسه متعلق به سازمان فضایی اروپا و پنج قفسه دیگر در اختیار ناسا است.
هرکدام از این قفسه‌ها تقریباً به بزرگی یک اتاقک تلفن هستند، و قابلیت پشتیبانی یک آزمایشگاه مستقل به همراه تمام تجهیزات آن را دارا می‌باشند. این تجهیزات شامل واحدهای نیرودهنده، خنک‌کننده، و سیستم‌های ارتباط داده‌ای و ویدئویی به پژوهشگران مستقر در زمین است.
سازمان فضایی اروپا گونه‌های مختلفی از قفسه‌های آزمایشی را برای کلمبوس طراحی و آماده کرده‌است. همه این گونه‌ها طوری طراحی شده‌اند که پژوهشگران اروپایی بتوانند از حداقل فضا برای انجام بیشترین آزمایش‌ها در محیط بی‌وزنی بهره‌برداری کنند.

## سیستم‌های پژوهشی کلمبوس

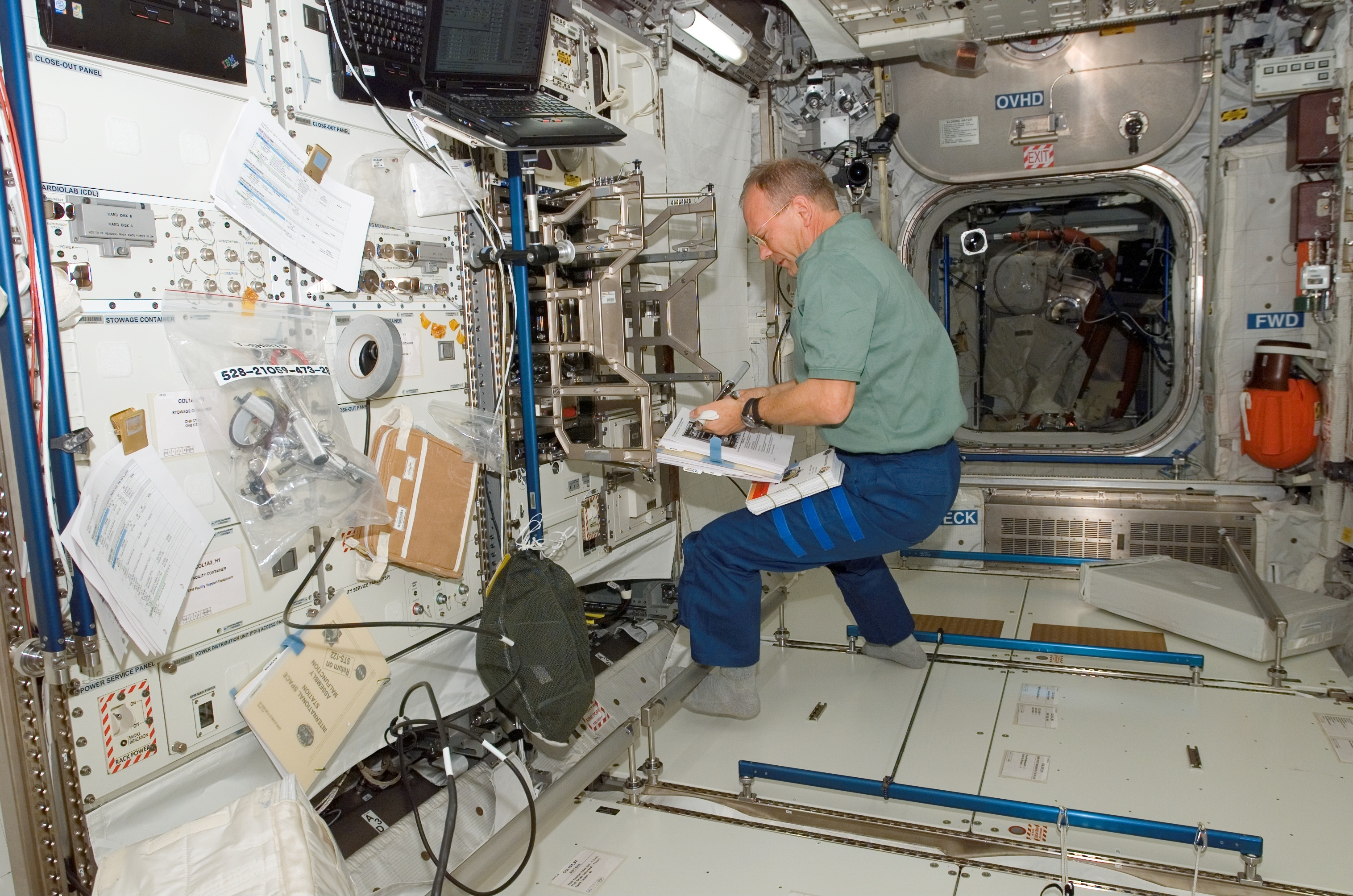
هانس شلگل فضانورد آلمانی در حال نصب و راه‌اندازی ابزار پژوهشی آزمایشگاه فضایی کلمبوس

در زمان پرتاب به فضا، پنج قفسه آزمایشگاهی در کلمبوس نصب شده بوده‌است:
- آزمایشگاه زیست‌شناسی (Biolab): برای آزمایش روی میکروارگانیسم‌ها، سلول‌ها، کشت پوست، پرورش گیاهان کوچک و حشرات بکار می‌رود.
- بخش ابزار فیزیولوژیک اروپایی (EPM): برای مجموعه‌ای از آزمایش‌ها است که هدف آن‌ها مطالعه تأثیرات بی‌وزنی در دراز مدت روی بدن انسان می‌باشد. نتیجه این آزمایش‌ها برای پژوهشگران در رشته‌های دیگر هم قابل استفاده است، برای مثال دانشمندانی که روی زمین روی موضوعاتی مانند پوکی استخوان در سنین بالا یا مشکلات تعادل بدن انسان کار می‌کنند می‌توانند از نتایج آزمایش‌ها EPM استفاده کنند.
- آزمایشگاه دانش مایعات (FSL): این آزمایشگاه برای پژوهش روی رفتار غیرعادی مایعات در بی‌وزنی ساخته شده‌است. از نتایج آزمایشهای این بخش می‌توان روی زمین برای پاکسازی لکه‌های نفتی و حتی ساختن عدسی‌های نوری بهتر استفاده کرد.
- قفسه کشویی اروپایی (EDR): این بخش قفسه‌ای انعطاف‌پذیر و قابل استفاده برای طیف گسترده‌ای از آزمایش‌ها گوناگون است. در حقیقت این بخش فضای کافی برای نصب و بهره‌برداری از انواع کشوها با اندازه استاندارد را فراهم می‌کند که معمولاً از آن‌ها برای نگهداری نمونه‌های آزمایشی استفاده می‌کنند.
- بخش حمل‌کننده اروپایی (ETC): از این بخش برای ردیف کردن و حمل و نقل اقلام آزمایشگاهی استفاده می‌شود. از سطوح این بخش می‌توان به عنوان میز کارگاهی استفاده کرد.

## بخش‌های بیرونی آزمایشگاه

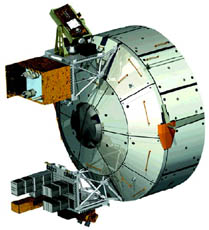
بخش‌های بیرونی EuTEF و SOLAR آزمایشگاه فضایی

در ورای محیط کنترل‌شده و مطبوع درون آزمایشگاه، از بخش بیرونی کلمبوس هم استفاده پژوهشی به عمل می‌آید. بخش بیرونی آزمایشگاه در خلاء فضا قرار دارد و دارای چهار نقطه برای اتصال ابزار و ادوات آزمایشی و پژوهشی است. حداکثر وزن مجموعه ابزارآلاتی که می‌توانند در بیرون آزمایشگاه نصب شوند ۲۲۷ کیلوگرم است.
از جمله پژوهش‌هایی که قرار است در محیط بیرون کلمبوس انجام شود می‌توان به آزمایش زندگی باکتری‌ها روی شهاب سنگ مصنوعی در محیط فضا اشاره کرد. ضمناً با نصب دوربین‌های ویژه روی بخش بیرونی کلمبوس می‌توان پدیده‌های مختلفی مانند فعالیت‌های آتشفشانی روی سطح زمین را بررسی کرد.

### نخستین آزمایش‌های بیرونی
بلافاصله پس از اتصال آزمایشگاه کلمبوس به ایستگاه فضایی بین‌المللی، دو محموله پژوهشی روی بخش بیرونی آن نصب می‌شود:
- ابزار اروپایی تماس با فضا (EuTEF): این بخش حاوی آزمایش‌هایی است که فقط هنگام تماس مستقیم با فضا انجام می‌پذیرد.
- ابزار خورشیدی (SOLAR): بخشی که شامل سه ابزار مختلف برای مطالعات روی خورشید است.

### آزمایش‌های بیرونی آینده
از میان آزمایش‌هایی که سازمان فضایی اروپا برای بخش بیرونی کلمبوس در نظر گرفته می‌توان به نصب ساعت اتمی بسیار دقیقی در فضا (ACES) اشاره کرد.

## کنترل زمینی
مرکز کنترل کلمبوس روی زمین مکمل آزمایشگاه فضایی کلمبوس در مدار زمین است. پژوهشگران در سراسر اروپا می‌توانند از طریق یکی از مراکز تخصصی و حتی از دفتر کارشان آزمایش‌های مورد نظر خود را در کلمبوس ساماندهی کنند. تمامی ارتباطات با کلمبوس - چه از طرف پژوهشگران چه توسط همکاران سازمان فضایی اروپا در ناسا - از طریق مرکز کنترل کلمبوس در آلمان انجام می‌شود.

## ویژگی‌ها

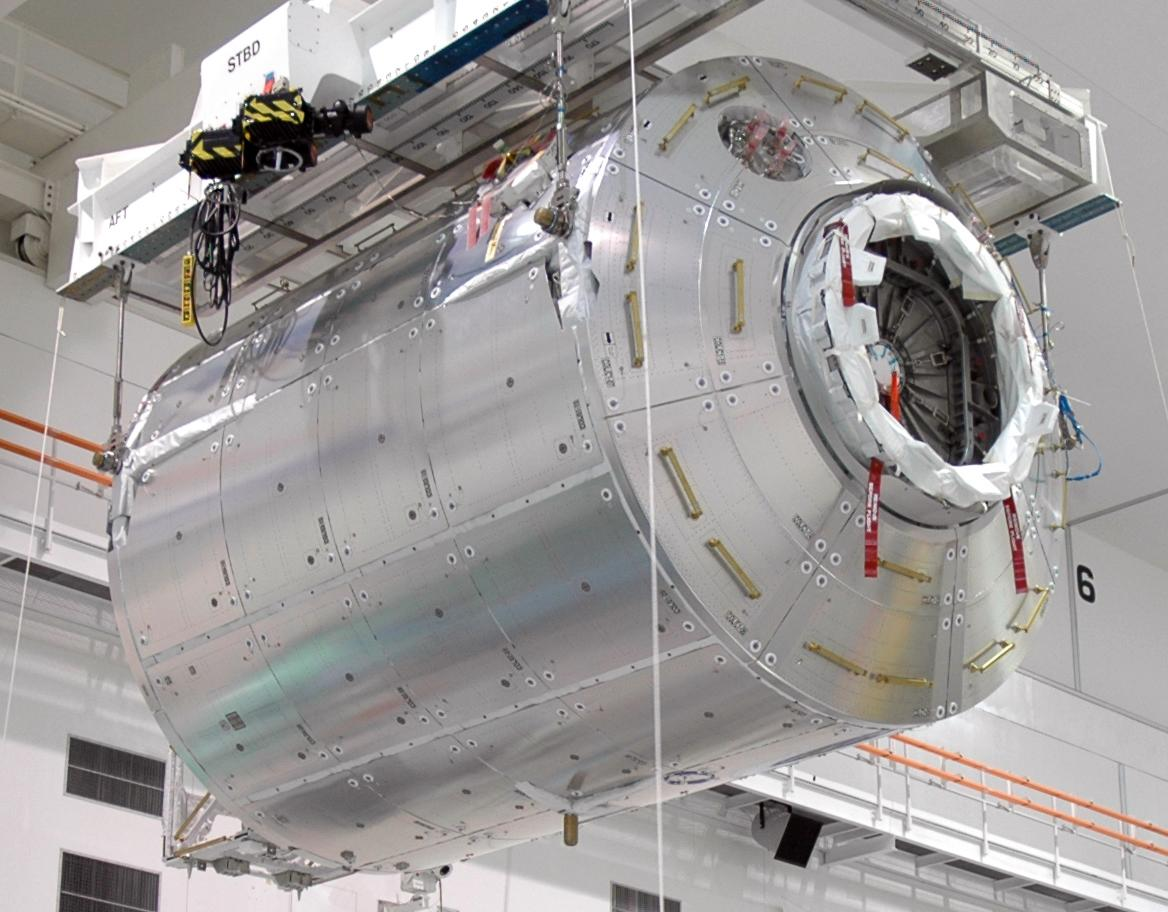
نمایی از آزمایشگاه فضایی کلمبوس

سازه این آزمایشگاه استوانه‌ای شکل است و بخش‌های مخروطی شکلی در هر دو انتهای استوانه قرار دارند. بخش مخروطی که به سمت ایستگاه فضایی قرار دارد شامل سخت‌افزارهای اتصال به ایستگاه و درب عبور سرنشینان است. از بخش مخروطی دیگر برای جاسازی کامپیوترهای آزمایشگاه استفاده می‌شود. شکل و ابعاد آزمایشگاه برای این طراحی شده که بتوان آن را برای انتقال به مدار زمین در بخش باری فضاپیمای شاتل حمل کرد.
برخی ویژگی‌های کلمبوس عبارتند از:
- طول: ۶٫۸۷۱ متر
- قطر: ۴٫۴۸۷ متر
- حجم داخلی: ۷۵ متر مکعب
- حجم قفسه‌های آزمایشی: ۲۵ متر مکعب
- وزن در هنگام پرتاب (شامل ۲٬۵۰۰ کیلوگرم بار و ادوات): ۱۲٬۸۰۰ کیلوگرم
- وزن کامل در مدار (شامل ۱۰٬۵۰۰ کیلوگرم بار و ادوات): ۱۹٬۳۰۰ کیلوگرم